# جيريمي ستانلي
جيريمي ستانلي (بالإنجليزية: Jeremy Stanley)‏ هو لاعب اتحاد الرغبي نيوزلندي، ولد في 26 مارس 1975 في أوتاهوهو في نيوزيلندا.